# Niewierz (województwo wielkopolskie)
Niewierz – wieś w Polsce położona w województwie wielkopolskim, w powiecie szamotulskim, w gminie Duszniki.

## Podział wsi
| SIMC    | Nazwa  | Rodzaj    |
| ------- | ------ | --------- |
| 0583190 | Grobla | część wsi |

Wieś szlachecka położona była w 1580 roku w powiecie poznańskim województwa poznańskiego. W latach 1975–1998 miejscowość położona była w województwie poznańskim.
Wieś sołecka, położona 25 km na południowy zachód od siedziby powiatu Szamotuł.

## Historia
O starej metryce wsi świadczy dobrze zachowane wczesnośredniowieczne grodzisko dolinne typu pierścieniowatego sprzed XI w., otoczone wałem o wys. 5 m.
Wieś po raz pierwszy wzmiankowana w 1393 r. Na początku XIX w. stanowiła własność Gintrowiczów. W 1886 r. Niewierz należał do hrabiny Izabelli Tyszkiewiczowej. W 1926 r. jego właścicielem był Aleksander Szranta. W 1939 r. majątek nabył Stanisław Gutsche. W tym samym roku liczył on 277 ha.

### II wojna światowa
W 1939 po kampanii wrześniowej miejscowość wraz z całą Wielkopolską została zajęta przez III Rzeszę. Nazistowskie władze Niemiec utworzyły na terenie Wielkopolski tzw. Kraj Warty. W okresie okupacji niemieckiej rozpoczęli masowe wysiedlenia ludności polskiej, a później w ramach akcji Heim ins Reich (pol. „Powrót do domu w Rzeszy”) zasiedlanie miejsc po nich niemieckimi przesiedleńcami z Besarabii, krajów bałtyckich i ZSRR. 
W gminie Duszniki z miejscowości Duszniki, Niewierz i Wilczyna wysiedlono 27 rodzin, w sumie 152 osoby. Niemiecka żandarmeria o godzinie 3 w nocy wchodziła do wsi i otaczała gospodarstwa rolników przewidzianych do wysiedlenia. Wypędzonym pozwolono zabrać tylko ubranie i żywność i przewożono ich samochodami ciężarowymi do Szamotuł, a następnie pociągiem do obozu przesiedleńczego w Łodzi. Tam przeprowadzano selekcję uwięzionych rodzin i część osadzonych deportowano do pracy na roli w III Rzeszy, a pozostałe osoby kierowano do pracy na roli w powiecie w gospodarstwach zajętych przez Niemców.

## Zabytki
Parterowy dwór z drugiej połowy XIX w. posiada piętrowy ryzalit zwieńczony trójkątnie. W parku krajobrazowym o pow. 2,5 ha występują m.in. modrzewie o obw. 172 cm, dąb o obw. 304 cm, lipa o obw. 365 cm, oraz topole o obw. 395 cm i 432 cm.
Cały zespół dworski otoczony jest murem ceglanym o ażurowej konstrukcji z żelazną bramą z motywami roślinnymi. Około 100 m na zachód spichlerz z końca XIX w. Pozostałe zabudowania folwarczne pochodzą z lat 20. XX w.